# Civilization Revolution
Sid Meier's Civilization Revolution (скор. Civilization Revolution ) — покрокова стратегія Firaxis Games, спеціально розроблена для мобільних платформ та ігрових консолей, входить до серії ігор Civilization. Гра розроблена для ігрових систем сьомого покоління та портативних приставок. Планувалася версія для Wii, але пізніше через брак часу та людських ресурсів була заморожена. Відсутність версії для PlayStation Portable розробники також пояснюють нестачею людських ресурсів.
Меєр був переповнений ентузіазмом з приводу цієї версії проекту, в офіційному прес-релізі та першому офіційному ролику наводиться цитата його слів: «Це гра, яку я завжди хотів створити» .

## Можливості
- 16 світових цивілізацій із відповідними лідерами
- «Спрощена» лінійка розвитку для швидкої гри
- Повноцінна підтримка мережевої гри, з рейтингами, автоматичним підбором опонентів та дошками пошани
- Підтримка голосових та відеоконференцій
- Додатковий вміст, що завантажується, і «Досягнення» для Xbox 360 версії.

### Мережева гра
Civilization Revolution підтримує різні режими мережевої гри, включаючи рейтингові ігри на чотирьох гравців (дуелі всі проти всіх на чотирьох, дуелі один на одного, а також командні дуелі двоє проти двох), у грі також передбачена підтримка мережевої дошки пошани і відеоконференції.

## Цивілізації
| Цивілізація        | Лідер                  | Початкова перевага                     | Унікальні юніти                                                    |
| ------------------ | ---------------------- | -------------------------------------- | ------------------------------------------------------------------ |
| Англія             | Єлизавета I            | Монархія                               | Стрілок з довгимлуком, Avro Lancaster та Супермарин Спітфайр       |
| Японія             | Токугава Ієясу         | Церемоніальне поховання                | Самурай, асигару, Aichi D3A та Mitsubishi A6M Zero                 |
| Ацтеки             | Монтесума ІІ           | Золото                                 | Воїн-ягуар                                                         |
| Китай              | Мао Цзедун             | Писемність                             | Ні                                                                 |
| Індія              | Мохандас Ганді         | Доступ до всіх ресурсів                | Ні                                                                 |
| Монголія           | Чингіс-хан             | Покращена торгівля від захоплених міст | Кешік                                                              |
| Рим                | Юлій Цезар             | Республіка та Кодекс законів           | Катафрактарії                                                      |
| Стародавній Єгипет | Клеопатра              | Стародавнє диво                        | Ні                                                                 |
| Франція            | Наполеон I Бонапарт    | Собор                                  | Требушет і гаубиця                                                 |
| Аравія             | Салах ад-Дін           | Релігія                                | Ні                                                                 |
| Греція             | Александр Македонський | Зал суду                               | Гопліт та Трієра                                                   |
| Іспанія            | Ізабелла I Католицька  | Навігація                              | Конкістадор                                                        |
| Німеччина          | Отто фон Бісмарк       | Елітні юніти                           | «Panzer IV», 88-мм гармата, Heinkel He 111 та Messerschmitt Bf 109 |
| Зулуси             | Шака                   | Здатність перемогти кількістю          | Імпі                                                               |
| Росія              | Катерина II            | Місцева карта                          | Козацький вершник та Т-34                                          |
| Америка            | Авраам Лінкольн        | Велика особистість                     | "Шерман", Боїнг B-17 "Літаюча фортеця" і P-51 "Mustang"            |

## Інформація у пресі
- GameSpy (E3 2007)
- GameSpot (E3 2007)

## Критика
Гра отримала премію BAFTA в галузі ігор 2009 в номінації Strategy.